# Bogomir Palković
Bogomir Palković ili Godefrid Palković (Palkovics, Palkovits, Pallkovics) (Celindof, 5. prosinca, 1714. ili 1715. – Sambotel, 19. ožujka, 1778.) hrvatski je je pisac, franjevac i svećenik iz Gradišća..
Rođen je kao Ivan Palković. 1736. godine je stupio u franjevački red i studirao u Juri te Bratislavi. Zaređen je bio 1739. godine. Bio je propovjedač u Novom Gradu i Željeznom, gvardijan u Novom Gradu (1756. – 1757.; 1764. – 1766.) i Željeznom (1759. – 1762.; 1767. – 1770.).
Radio je skupa s Lovrencom Bogovićem i Jeremijašem Šoštarićem. Palković, Bogović i Šoštarić su razdijelili djelokruge u Gradišću: na južni dio za Palkovića, na Željezno za Bogoviće, druge za Šoštarića. Palković je uredio pobožno-kulturni život Hrvata na materinskom jeziku.
Na hrvatskom jeziku gradišćanskih Hrvata napisao je molitvenik i asistirao sastaviti druge knjige, koje su utemeljile standard hrvatskog jezika gradišćanskih Hrvata.

## Djela
- Horvatszki katekizmus (1747.)
- Slabikar (1753. Palković i Bogović)
- Duhovni vertlyacz z-trimi rósiczami va Nóvom Gradu, od duhovnih Szinov Réda Szvétoga Ferencza (1753. Palković i Bogović)
- Obchinszke miszie pitanya kni'sicze (1759. Bogović i Palković)
- Duhovna kiticza (1760., poznato samo 3. izdanje iz 1778.)
- Marianszko czveche Selézni Pri Kalvarij pobrano, i Marij offrovano (1781. Palković, Šoštarić i Bogović)